# Уиндзър (окръг, Вермонт)
Окръг Уиндзър (на английски: Windsor County) е окръг в щата Вермонт, Съединени американски щати. Площта му е 2528 km², а населението – 55 496 души (2016). Административен център е град Удсток.